# Vestiena
Vestiena este o arie protejată (arie specială de conservare — SAC, sit de importanță comunitară — SCI, arie de protecție specială avifaunistică — SPA) din Letonia întinsă pe o suprafață de 27.114,73 ha, integral pe uscat.

## Localizare
Centrul sitului Vestiena este situat la coordonatele 56°52′50″N 25°55′00″E / 56.8805°N 25.9166°E.

## Înființare
Situl Vestiena a fost declarat arie de protecție specială avifaunistică în mai 2004 pentru a proteja 2 specii de plante și 34 de specii de animale. Alte tipuri de protecție:
- sit de importanță comunitară (în mai 2004)
- arie specială de conservare (în mai 2004)[1][3][4]

## Biodiversitate
Situată în ecoregiunea boreală, aria protejată conține 25 de habitate naturale: Ape puternic oligomezotrofe cu vegetație bentonică cu Chara spp., Lacuri eutrofice naturale cu vegetație de tip Magnopotamion sau Hydrocharition, Cursuri de apă de la nivel de câmpie la nivel montan, cu vegetație Ranunculion fluitantis și Callitricho-Batrachion, Pajiști uscate seminaturale și facies de acoperire cu tufișuri pe substraturi calcaroase (Festuco-Brometalia) (* situri importante pentru orhidee), Formațiuni ierboase bogate în specii de Nardus, dezvoltate pe substraturi silicioase în zone montane (și în zone submontane, în Europa continentală), Pajiști fino-scandinave uscate până la mezice, bogate în specii de altitudine mică, Pajiști cu Molinia pe soluri calcaroase, turboase sau argilos-nămoloase (Molinion caeruleae), Liziere de ierburi înalte hidrofile de câmpie și de nivel montan până la alpin, Pajiști aluvionare boreale nordice, Fânețe de joasă altitudine (Alopecurus pratensis, Sanguisorba officinalis), Pajiști din zone de pădure fino-scandinave, Turbării active, Mlaștini oligotrofe degradate, capabile încă de regenerare naturală, Mlaștini turboase de tranziție și turbării mișcătoare, Izvoare fino-scandinave și mlaștini produse de izvoare bogate în minerale, Izvoare petrifiante cu formare de travertin (Cratoneurion), Taiga vestică, Păduri caducifoliate bătrâne naturale hemiboreale fino-scandinave (Quercus, Tilia, Acer, Fraxinus sau Ulmus) bogate în specii epifite, Păduri fino-scandinave bogate în ierburi cu Picea abies, Pășuni din zone de pădure fino-scandinave, Păduri caducifoliate de mlaștină fino-scandinave, Păduri de stejar sau de stejar și carpen sub-atlantice și medio-europene de Carpinion betuli, Păduri pe pante, grohotișuri și ravene de Tilio-Acerion, Mlaștini împădurite, Păduri aluvionare cu Alnus glutinosa și Fraxinus excelsior (Alno-Padion, Alnion incanae, Salicion albae).
La baza desemnării sitului se află mai multe specii protejate:
- plante (2): turiță (Agrimonia pilosa), mușchi (Dicranum viride)
- păsări (26): acvilă țipătoare mică (Aquila pomarina), cocoșul de mesteacăn (Bonasa bonasia), buhai de baltă (Botaurus stellaris), caprimulg (Caprimulgus europaeus), barză albă (Ciconia ciconia), barză neagră (Ciconia nigra), erete de stuf (Circus aeruginosus), cristeiul de câmp (Crex crex), lebădă de iarnă (Cygnus cygnus), ciocănitoare cu spate alb (Dendrocopos leucotos), ciocănitoarea de stejar (Dendrocopos medius), ciocănitoare neagră (Dryocopus martius), presură de grădină (Emberiza hortulana), muscar (Ficedula parva), ciuvică (Glaucidium passerinum), cocor (Grus grus), sfrâncioc roșiatic (Lanius collurio), ciocârlie de pădure (Lullula arborea), gaia neagră (Milvus migrans), vultur pescar (Pandion haliaetus), viespar (Pernis apivorus), ciocănitoare de munte (Picoides tridactylus), ciocănitoare verzuie (Picus canus), chiră de baltă (Sterna hirundo), silvie porumbacă (Sylvia nisoria), cocoșul de mesteacăn (Tetrao tetrix tetrix)
- mamifere (2): vidră de râu (Lutra lutra), liliac de iaz (Myotis dasycneme)
- nevertebrate (3): Dytiscus latissimus, Graphoderus bilineatus, Ophiogomphus cecilia
- pești (3): zvârluga (Cobitis taenia), zglăvoacă (Cottus gobio), cicar (Lampetra planeri)

Pe lângă speciile protejate, pe teritoriul sitului au mai fost identificate 46 de specii de plante, 17 specii de păsări, 4 specii de amfibieni, 13 specii de mamifere, 18 specii de nevertebrate, 1 specie de reptile.